# Ulisse Dini

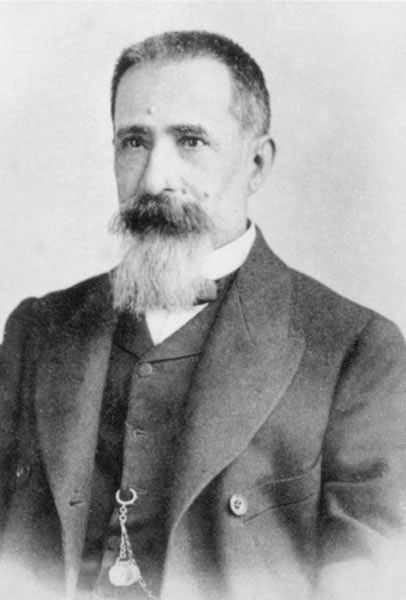
Ulisse Dini

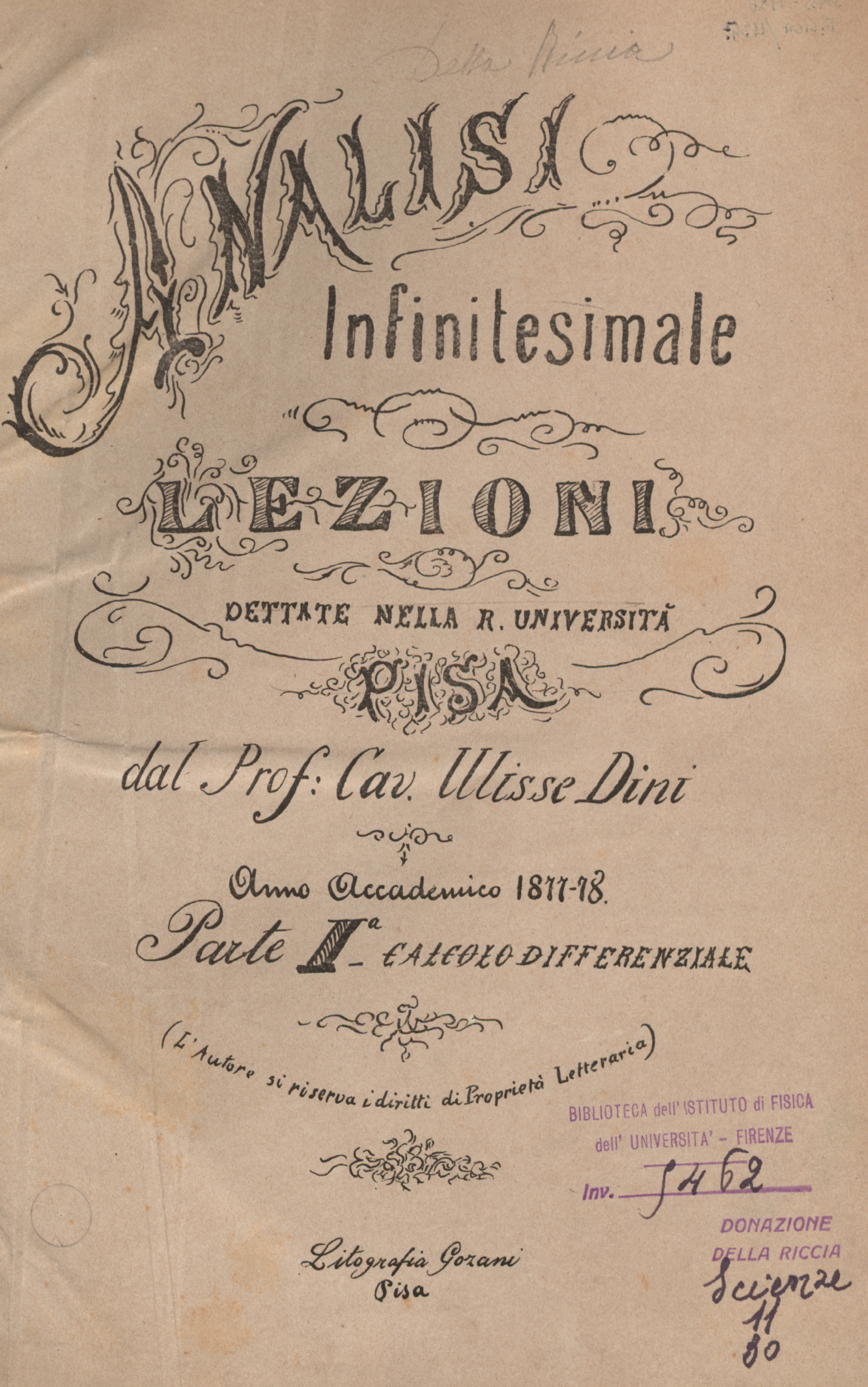
Lezioni di analisi infinitesimale, 1878

Ulisse Dini (Pisa, 14 november 1845 - aldaar, 28 oktober 1918) was een Italiaans wiskundige en politicus.
Dini was een student van Enrico Betti en vervolgde zijn opleiding in Parijs onder leiding van Charles Hermite en Joseph Louis François Bertrand. Hij werd in 1886 tot hoogleraar aan de Universiteit van Pisa benoemd. Hij nam ook deel aan het politieke leven. Na eerst parlementslid te zijn geweest werd hij in 1892 senator.
Dini was een van de eerste Italiaanse wiskundigen die de noodzaak begreep om de analyse van infinitesimalen op een striktere leest te schoeien. Verder was hij was actief in de studie van rijen en in het bepalen van integratie van functies van complexe getallen. Zeer belangrijk was ook zijn impliciete functiestelling, die in Italië bekendstaat als de stelling van Dini. Deze stelling geeft een aantal voldoende voorwaarden wanneer  een functie van een reële variabele, uitgedrukt in impliciete vorm 
{\displaystyle f(x,y)=0\,}, lokaal in de expliciete vorm {\displaystyle y=f(x)\,} kan worden geschreven.
De wiskundefaculteit van de Universiteit van Florence en de afdeling toegepaste wiskunde van de Universiteit van Pisa zijn vernoemd naar Dini.

## Boeken door Ulisse Dini
- (it)  Serie di Fourier e altre rappresentazioni analitiche delle funzioni di una variabile reale (Pisa, T. Nistri, 1880)
- (it)  Lezioni di analisi infinitesimale. vol. 1 (Pisa, T. Nistri, 1907–1915)
- (it)  Lezioni di analisi infinitesimale.vol. 2 part 1 (Pisa, T. Nistri, 1907–1915)
- (it)  Lezioni di analisi infinitesimale.vol. 2 part 2 (Pisa, T. Nistri, 1907–1915)
- (it)  Fondamenti per la teorica delle funzioni di variabili reali (Pisa, T. Nistri, 1878)